# Ене Мігкельсон
Ене Мігкельсон (ест. Ene Mihkelson; 21 жовтня 1944, Таммекйола, Імавере, повіт Вільяндімаа — 20 вересня 2017, Тарту) — естонська письменниця.